# Chris Barnett
Christopher James Barnett (Pedrola, Zaragoza, España, 14 de junio de 1986) es un artista marcial mixto español-estadounidense que compite en la división de peso pesado del Ultimate Fighting Championship (UFC). Fue campeón del Campeonato de Peso Superpesado de la promotora Island Fights en 2014.

## Inicios
Barnett nació en Zaragoza, España, donde su padre estaba destinado en la Base Aérea de Zaragoza como capitán de la Fuerza Aérea de los Estados Unidos. Alrededor de los seis años, la familia regresó a los Estados Unidos y después de establecerse por varios estados se establecieron definitivamente en Georgia. Sus padres son cinturones negros en Taekwondo y él comenzó a entrenar el arte marcial alrededor de los cinco años. Barnett asistió a la Universidad de Campbellsville y a la Universidad del Sur de Florida y se graduó con una licenciatura. Recibió una invitación para probar artes marciales mixtas después de mostrar sus movimientos en una batalla de baile y comenzó a entrenar de inmediato.

## Carrera de artes marciales mixtas

### Carrera temprana
Comenzando su carrera profesional en 2009, Barnett luchó principalmente en Xtreme Fighting Championships y comenzó 5-0 con cuatro nocauts. También luchó en otras organizaciones japonesas notables, como Rizin Fighting Federation, Road Fighting Championship e Inoki Genome Federation.

### Ultimate Fighting Championship
Después de pelear profesionalmente por doce años, Barnett finalmente recibió una llamada de UFC para reemplazar a Askar Mozharov con poca antelación contra Ben Rothwell en UFC Fight Night: Font vs. Garbrandt el 22 de mayo de 2021. Perdió el combate por sumisión en el segundo asalto.
En septiembre de 2021, surgieron noticias de que Barnett había dado positivo por marihuana en su debut en UFC y fue suspendido por 4,5 meses, siendo posible su regreso a partir del 6 de octubre de 2021.
En su próxima pelea, Barnett luchó contra Gian Villante en la pelea de retiro de Villante en UFC 268 el 6 de noviembre de 2021 en Madison Square Garden. Ganó la pelea por nocaut técnico en el segundo asalto mediante una patada giratoria. Barnett celebró su victoria con un característico backflip de 3/4 aterrizando sobre su trasero. La victoria le valió el premio de bonificación Actuación de la Noche.
Barnett luego se enfrentó a Martin Buday en UFC on ESPN: Luque vs. Muhammad 2 el 16 de abril de 2022. Perdió la pelea por decisión técnica después de que Buday conectó un codazo ilegal involuntario en la parte posterior de la cabeza de Barnett en el tercer asalto.

## Vida personal
Barnett vive con sus dos hijos en la ciudad de Athens en el estado de Georgia.
Su mujer falleció a causa de Encefalitis. 

## Campeonatos y logros
- Ultimate Fighting Championship
  - Actuación de la noche (una vez) vs. Gian Villante[13]
- Island Fight
  - Campeonato de peso súper pesado de IF (una vez)
    - Una exitosa defensa del título

## Récord de artes marciales mixtas
| Récord profesional | Récord profesional | Récord profesional |
| 31 peleas          | 23 victorias       | 9 derrotas         |
| ------------------ | ------------------ | ------------------ |
| Nocaut             | 18                 | 4                  |
| Sumisión           | 0                  | 1                  |
| Decisión           | 5                  | 4                  |

| Resultado | Registro | Oponente           | Método                           | Evento                              | Fecha                    | Asalto | Tiempo | Localización                           | Notas                                                              |
| --------- | -------- | ------------------ | -------------------------------- | ----------------------------------- | ------------------------ | ------ | ------ | -------------------------------------- | ------------------------------------------------------------------ |
| Derrota   | 23-9     | Kennedy Nzechukwu  | TKO (rodilla al cuerpo y golpes) | UFC 308                             | 26 de octubre de 2024    | 1      | 4:27   | Abu Dabi, Emiratos Árabes Unidos       | Pelea de peso pesado                                               |
| Victoria  | 23-8     | Jake Collier       | TKO (golpes)                     | UFC 279                             | 10 de septiembre de 2022 | 2      | 2:24   | Las Vegas, Nevada, Estados Unidos      | Pelea de peso capturado (267,5 libras); Barnett perdió el peso.    |
| Derrota   | 22-8     | Martin Buday       | Decisión (unánime)               | UFC on ESPN: Luque vs. Muhammad 2   | 16 de abril de 2022      | 3      | 1:37   | Las Vegas, Nevada, Estados Unidos      | Un codazo involuntario en la nuca de Barnett le impidió continuar. |
| Victoria  | 22-7     | Gian Villante      | TKO (patada giratoria y golpes)  | UFC 268                             | 6 de noviembre de 2021   | 2      | 2:23   | Nueva York, Estados Unidos             | Actuación de la noche.                                             |
| Derrota   | 21-7     | Ben Rothwell       | Sumision (guillotine choke)      | UFC Fight Night: Font vs. Garbrandt | 22 de mayo de 2021       | 2      | 2:07   | Las Vegas, Nevada, Estados Unidos      | Volvió al peso pesado.                                             |
| Victoria  | 21-6     | Ahmed Tijani Shehu | TKO (golpes)                     | UAE Warriors 13                     | 25 de septiembre de 2020 | 1      | 0:58   | Abu Dhabi, Emiratos Árabes Unidos      |                                                                    |
| Victoria  | 20-6     | Rashaun Jackson    | Decisión (dividida)              | Island Fights 60                    | 10 de octubre de 2019    | 3      | 5:00   | Columbus, Georgia, Estados Unidos      | Pelea de peso pesado.                                              |
| Victoria  | 19-6     | Gun Oh Shim        | KO (golpe)                       | Road FC 55                          | 8 de septiembre de 2019  | 1      | 3:44   | Corea del Sur                          |                                                                    |
| Victoria  | 18-6     | Robert Neal        | Decisión (unánime)               | Island Fights 52                    | 7 de febrero de 2019     | 3      | 5:00   | Pensacola, Florida, Estados Unidos     | Pelea de peso pesado.                                              |
| Victoria  | 17-6     | Alexandru Lungu    | TKO (golpes)                     | Road FC 47                          | 12 de mayo de 2018       | 1      | 2:34   | Beijing, China                         |                                                                    |
| Victoria  | 16-6     | Gun Oh Shim        | TKO (golpes)                     | Road FC 45                          | 23 de diciembre de 2017  | 2      | 3:33   | Corea del Sur                          |                                                                    |
| Derrota   | 15-6     | Alex Nicholson     | KO (codazo)                      | Island Fights 42                    | 14 de octubre de 2017    | 1      | 0:40   | Pensacola, Florida, Estados Unidos     | Pelea de peso pesado.                                              |
| Derrota   | 15-5     | Hyun Man Myung     | KO (golpe)                       | Road FC 41                          | 12 de agosto de 2017     | 2      | 1:53   | Corea del Sur                          |                                                                    |
| Derrota   | 15-4     | Hyun Man Myung     | TKO (detención médica)           | Road FC 38                          | 15 de abril de 2017      | 1      | 2:17   | Corea del Sur                          |                                                                    |
| Victoria  | 15-3     | Frank Tate         | Decisión (dividida)              | Island Fights 39                    | 18 de noviembre de 2016  | 3      | 5:00   | Pensacola, Florida, Estados Unidos     | Pelea de peso pesado.                                              |
| Derrota   | 14-3     | Kirill Sidelnikov  | Decisión (dividida)              | Rizin 1                             | 17 de abril de 2016      | 3      | 5:00   | Nagoya, Japón                          |                                                                    |
| Victoria  | 14-2     | Shinichi Suzukawa  | TKO (golpes)                     | Inoki Bom-Ba-Ye 2015                | 31 de diciembre de 2015  | 1      | 1:44   | Sumida, Tokio, Japón                   |                                                                    |
| Derrota   | 13-2     | Oli Thompson       | Decisión (unánime)               | Inoki Genome Fight 4                | 29 de agosto de 2015     | 2      | 5:00   | Sumida, Tokio, Japón                   |                                                                    |
| Victoria  | 13-1     | Emil Zahariev      | KO (patada giratoria)            | Inoki Genome Fight 3                | 11 de abril de 2015      | 2      | 2:58   | Sumida, Tokio, Japón                   |                                                                    |
| Victoria  | 12-1     | Shinichi Suzukawa  | TKO (golpes)                     | Inoki Bom-Ba-Ye 2014                | 31 de diciembre de 2014  | 1      | 1:57   | Sumida, Tokio, Japón                   |                                                                    |
| Victoria  | 11-1     | Jon Hill           | TKO (golpes)                     | Island Fights 30                    | 20 de septiembre de 2014 | 1      | 0:30   | Pensacola, Florida, Estados Unidos     | Defendió el Campeonato de Peso Súper Pesado de Island Fights.      |
| Victoria  | 10-1     | Travis Wiuff       | TKO (golpes)                     | Inoki Genome Fight 2                | 23 de agosto de 2014     | 2      | 0:27   | Sumida, Tokio, Japón                   |                                                                    |
| Victoria  | 9-1      | Richard White      | TKO (golpes)                     | Island Fights 28                    | 9 de mayo de 2014        | 1      | 4:57   | Pensacola, Florida, Estados Unidos     | Ganó el campeonato vacante de peso súper pesado de Island Fights.  |
| Victoria  | 8-1      | Demoreo Dennis     | TKO (golpes)                     | Island Fights 27                    | 8 de febrero de 2014     | 2      | 1:13   | Pensacola, Florida, Estados Unidos     | Debut en peso super pesado                                         |
| Victoria  | 7-1      | Walt Harris        | Decisión (unánime)               | World Extreme Fighting 46           | 22 de abril de 2011      | 3      | 5:00   | Orlando, Florida, Estados Unidos       |                                                                    |
| Victoria  | 6-1      | Mario Rinaldi      | TKO (golpes)                     | XFC 13                              | 3 de diciembre de 2010   | 2      | 1:44   | Tampa, Florida, Estados Unidos         |                                                                    |
| Derrota   | 5-1      | Eric Prindle       | Decisión (mayoría)               | Martial Combat 12                   | 16 de octubre de 2010    | 3      | 5:00   | Sentosa, Singapur                      |                                                                    |
| Victoria  | 5-0      | Jay White          | KO (golpes)                      | XFC 11                              | 9 de julio de 2010       | 1      | 4:39   | Tampa, Florida, Estados Unidos         |                                                                    |
| Victoria  | 4-0      | Jay White          | TKO (golpes)                     | WCC 2                               | 28 de mayo de 2010       | 2      | 0:43   | Allentown, Pensilvania, Estados Unidos |                                                                    |
| Victoria  | 3-0      | Kenny Garner       | TKO (golpes)                     | XFC 10                              | 19 de marzo de 2010      | 3      | 1:36   | Tampa, Florida, Estados Unidos         |                                                                    |
| Victoria  | 2-0      | Danny Pérez        | TKO (golpes)                     | XFC 9                               | 5 de septiembre de 2009  | 2      | 0:47   | Tampa, Florida, Estados Unidos         |                                                                    |
| Victoria  | 1-0      | Johnathan Ivey     | Decisión (unánime)               | XFC 8                               | 25 de abril de 2009      | 3      | 5:00   | Knoxville, Tennessee, Estados Unidos   | Debut en peso pesado                                               |

## Récord de grappling
| Resultado | Récord | Oponente    | Método            | Evento                | Fecha               | División  | Localización       |
| --------- | ------ | ----------- | ----------------- | --------------------- | ------------------- | --------- | ------------------ |
| Derrota   | 0-1    | Yoel Romero | Sumisión (kimura) | Dean Toole Promotions | 15 de junio de 2019 | Peso Open | Pensacola, Florida |

## Récord de boxeo
| Récord profesional | Récord profesional | Récord profesional |
| 6 peleas           | 2 Victorias        | 4 Derrotas         |
| Nocaut             | 1                  | 1                  |
| Decisión           | 1                  | 3                  |
| ------------------ | ------------------ | ------------------ |

| N.º | Resultado | Récord | Oponente              | Tipo | Ronda,tiempo | Fecha                   | Localización                                     | Notas |
| --- | --------- | ------ | --------------------- | ---- | ------------ | ----------------------- | ------------------------------------------------ | ----- |
| 6   | Victoria  | 2-4    | Demarcus Kemp         | UD   | 4            | 13 de agosto de 2016    | Pensacola Bay Center, Pensacola, Florida, U.S.   |       |
| 5   | Derrota   | 1-4    | Kenny Lacy            | UD   | 4            | 1 de junio de 2012      | A La Carte Event Pavilion, Tampa, Florida, U.S.  |       |
| 4   | Derrota   | 1-3    | Trevor Bryan          | KO   | 2 (4), 2:04  | 10 de febrero de 2012   | Community Center, Palm Bay, Florida, U.S.        |       |
| 3   | Derrota   | 1-2    | Pedro Julio Rodríguez | UD   | 4            | 11 de noviembre de 2011 | A La Carte Event Pavilion, Tampa, Florida, U.S.  |       |
| 2   | Derrota   | 1-1    | Nathaniel James       | UD   | 4            | 4 de noviembre de 2011  | Ritz Theatre, Tampa, Florida, U.S.               |       |
| 1   | Victoria  | 1-0    | Michael Greeson       | KO   | 2(4),2:12    | 12 de agosto de 2011    | DoubleTree Westshore Hotel, Tampa, Florida, U.S. |       |